# Sostrata festiva
Sostrata festiva is een vlinder uit de familie van de dikkopjes (Hesperiidae). De wetenschappelijke naam Sophista festiva van de soort is voor het eerst geldig gepubliceerd in 1848 door Erichson.